# Eladio Vaschetto

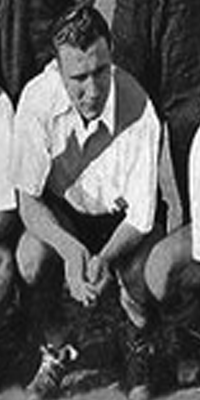
Eladio Vaschetto

Eladio Vaschetto war ein argentinischer Fußballspieler auf der Position eines Stürmers.

## Laufbahn
Vaschetto stand von 1936 bis 1939 beim argentinischen Rekordmeister CA River Plate unter Vertrag, mit dem er 1936 und 1937 die argentinische Fußballmeisterschaft gewann.
Später wechselte er zum chilenischen Rekordmeister CSD Colo-Colo, für den er 1942 und 1943 spielte.
Von 1944 bis 1947 spielte er für den neu gegründeten mexikanischen Verein Puebla FC, mit dem er 1945 den mexikanischen Pokalwettbewerb gewann.

## Erfolge
- Argentinischer Meister: 1936, 1937
- Mexikanischer Pokalsieger: 1945